# Оливера, Рубен
Рубен Ариэль Оливера да Роса (исп. Rubén Ariel Olivera da Rosa; 4 мая 1983, Монтевидео) — уругвайский футболист, атакующий полузащитник.

## Биография
Рубен Оливера начал карьеру в клубе «Данубио» в 2001 году. В том же году он выиграл с клубом чемпионат Уругвая. В июне 2003 года Оливера перешёл в итальянский клуб «Ювентус», заплативший за трансфер полузащитника 3,5 млн евро. Он дебютировал в составе команды 13 ноября 2002 года в матче Лиги чемпионов с киевским «Динамо», завершившегося победой «Юве» 2:1. Всего в первом сезоне в «Ювентусе» он провёл 7 игр. В январе 2003 года Рубен перешёл в испанский клуб «Атлетико Мадрид», но и там футболист сыграл лишь две игры, в обеих выходя на замену. В следующем сезоне Оливера вернулся в ряды «бьянконери», который возглавил новый главный тренер клуба, Фабио Капелло. Капелло перевёл футболиста на позицию крайнего полузащитника, где футболист довольно часто выходил в стартовом составе, проведя за сезон 28 игр, среди которых 8 матчей в Лиге чемпионов. Также Оливера выиграл чемпионат Италии, но этот титул позже был отменён из-за Кальчополи. В начале следующего сезона уругваец получил тяжёлую травму и выбыл из строя почти на год.
9 августа 2006 года Оливера на правах аренды перешёл в «Сампдорию». За этот клуб он сыграл в чемпионате 20 игр и не забил ни одного гола. При этом к концу сезона он был отлучён от команды главным тренером клуба, Вальтером Новеллино, после того как Рубен ударил в пах и под рёбра лежащего соперника в матче Кубка Италии, за что получил дисквалификацию на 5 игр. По окончании сезона Оливера вернулся в «Ювентус», но сыграл лишь 1 матч и уехал на родину, будучи арендованным «Пеньяролем». За полгода в клубе Рубен сыграл 11 матчей и забил 6 голов, после чего его вновь передали в аренду, на этот раз в «Дженоа». В составе генуэзцев Оливера дебютировал 24 августа 2008 года в матче Кубка Италии с «Мантовой», где он забил два гола. В «россоблю» уругваец выступал на позиции нападающего. После прихода в команду Диего Милито, Оливера был вытеснен из стартового состава клуба. В мае 2009 года Рубен стал участником драки в матче с «Торино», за что был дисквалифицирован на 3 игры. Всего за «Дженоа» он сыграл 20 матчей в чемпионате и забил 4 гола.
После сезона в «Дженоа» Оливера вернулся в «Ювентус», который отдал его в «Пеньяроль», где футболист провёл 1 год. Летом 2010 года контракт Рубена с «Ювентусом» завершился и, 5 июля он перешёл в «Лечче», подписав контракт на 3 года. 19 сентября Оливера дебютировал в составе «Лечче» в матче серии А с «Чезеной», в котором его команда проиграла 0:1. В октябре Оливера был удалён с поля за стычку с игроком команды соперника, Франческо Тотти.
30 января 2012 года игрок подписал контракт с «Фиорентиной» сроком на 2 года.
19 января 2013 года взят в аренду клубом «Дженоа».

## Достижения
- Чемпион Уругвая (2): 2001 (Апертура), 2008 (Клаусура)
- Чемпион Италии (1): 2003, 2005 (титул отменён в связи с Кальчополи)